# Wu Yi-Fang
Wu Yi-fang (también deletreó Wu I-fang) (Wuchang, 26 de enero de 1893- 10 de noviembre de 1985) fue una educadora y diplomática china.
Fue también una de las primeras mujeres en China con licenciatura y doctorado, y la primera mujer presidenta de universidad en China. Su clase, en la Universidad Ginling (hoy la Universidad Normal de Nanjing), fue la primera clase de mujeres en recibir grados después de que el Emperador Guangxu de la dinastía Qing aprobara la educación para mujeres.
Wu asistió a los colegios para niñas Hangzhou y Shanghai Qiming, y comenzó a enseñar en 1919 en la Escuela Superior para Mujeres de Beijing. En 1928, obtuvo su doctorado en Biología y Filosofía, después de estudiar Entomología en la Universidad de Míchigan de los Estados Unidos. Regresó a China en el mismo año y se convirtió en la presidenta de la Universidad Ginling durante 23 años.

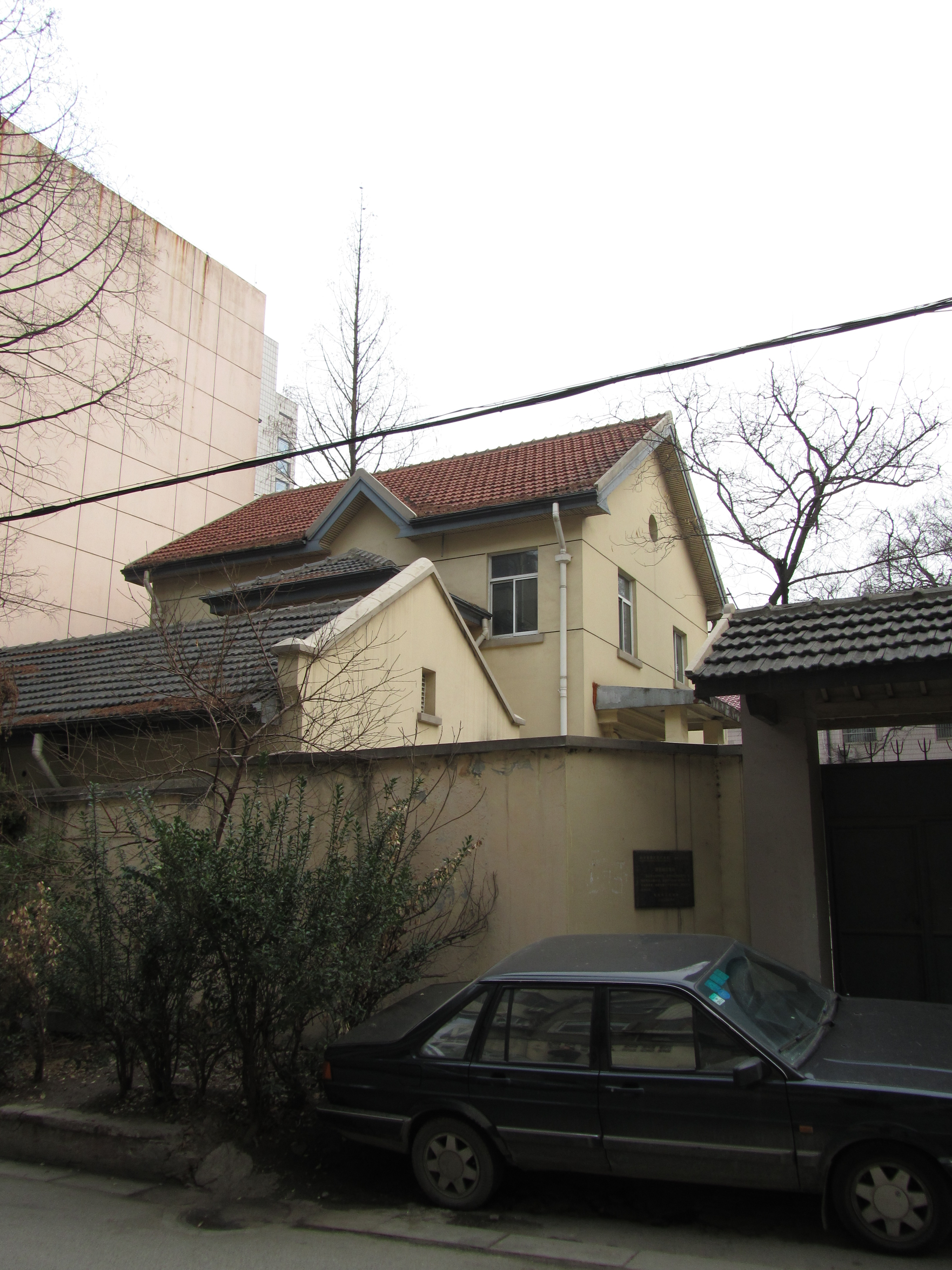
Antigua residencia de Wu Yi-fang en Nanjing.

Wu fue una de las cuatro únicas mujeres que firmaron la Carta de las Naciones Unidas, después de asistir a la Conferencia de las Naciones Unidas de San Francisco en 1945.